# ملك نيويورك (فلم)
ملك نيويورك (بالإنجليزية: King of New York) فيلم أمريكي من نوع الكوميديا السوداء الجديدة لعام 1990 من بطولة كريستوفر والكن وديفيد كاروزو ولورنس فيشبورن وفيكتور أرغو وويسلي سنايبس. أخرجه المخرج المستقل أبيل فيرارا وكتبه نيكولاس سانت جون.

## طاقم التمثيل
- كريستوفر واكن: في دور فرانك وايت
- ديفيد كاروسو: في دور دينيس جيلي
- لاري فيشبورن: في دور جيمي جامب
- فيكتور أرغو: في دور روي بيشوب
- ويسلي سنايبس: في دور توماس فلانيجان
- جانيت جوليان: في دور جينيفر
- بول كالديرون: في دور جوي دالسيو
- ستيف بوشيمي: في دور تيست تيوب
- جيانكارلو اسبوزيتو: في دور لانس
- تيريزا رندل: في دور راي
- فرانك أدونيس: في دور بول كالغاري
- هارولد بيريناو: في دور قاطع طريق[10]

## ملخص أحداث الفيلم
يعود فرانك وايت ملك المخدرات بعد إنهاء عقوبة سجن طويلة، إلى نيويورك عازمًا على إعادة تأسيس إمبراطوريته واعادة الاوضاع كما كانت قبل مغادرته. يتولى الآخرون العمل أثناء غيابه، لكن هذا لا يوقف وايت. أثناء قيامه بقتل المعارضين، يقرر أنه سيتنازل عن الأموال التي سيكسبها لتحديث المستشفى في حيه القديم. ومع ذلك، فإن تجار المخدرات ليسوا الشيء الوحيد الذي يجب أن يقلق بشأنه، حيث تقرر مجموعة من رجال الشرطة المارقة أنهم سيقضون عليه.

## استقبال الفيلم
قيمت الفيلم شركة «توتال فيلم» Total Film بأربعة نجوم من أصل خمسة. منح روجر إيبرت نجمتين من أصل أربعة وكتب: «وجود السهل المصقول والشريرة إلى حد ما» كريستوفر والكن«وإتقان المخرج القوي للمزاج والأسلوب، شيء جيد شابه سيناريو سطحي وحبكة مجزأة». منح مارك كارو في صحيفة شيكاغو تريبيون، الفيلم نصف نجمة فقط. ووصف «ملك نيويورك» بأنه: «فيلم مجنون»، مضيفًا أن النجم كريستوفر والكن والفيلم لا يزالان «خارج نطاق السيطرة». حصل الفيلم على تقييم مقداره 74٪ بناء على آراء 27 ناقد على موقع الطماطم الفاسدة، وحصل على تقييم مقداره 66% بناء على آراء 20 ناقد على موقع ميتاكريتيك.

## وصلات خارجية
- ملك نيويورك على موقع IMDb (الإنجليزية)
- ملك نيويورك على موقع ميتاكريتيك (الإنجليزية)
- ملك نيويورك على موقع روتن توميتوز (الإنجليزية)
- ملك نيويورك على موقع نتفليكس (الإنجليزية)
- ملك نيويورك على موقع ألو سيني (الفرنسية)
- ملك نيويورك على موقع Turner Classic Movies (الإنجليزية)
- ملك نيويورك على موقع أول موفي (الإنجليزية)
- ملك نيويورك على موقع بوكس أوفيس موجو (الإنجليزية)
- ملك نيويورك على موقع فيلمافينيتي (الإسبانية)
- ملك نيويورك على موقع قاعدة بيانات الأفلام السويدية (السويدية)